# Allocriptopina
Allocriptopina es un alcaloide bioactivo aislado de Glaucium arabicum.